# Biogenèse
La biogenèse est la création d'un nouvel organisme vivant par un ou plusieurs organismes existants, ou encore de nouvelles cellules à partir d'une ancienne. Le terme signifie genèse de la vie, à partir du grec bios, vie et genesis, génération. Le principe contraire est l’abiogénèse ou la génération spontanée, c'est-à-dire l'apparition de la vie à partir de matière inorganique.
Au XVIIIe siècle, le biologiste italien Lazzaro Spallanzani réfute l'abiogenèse à la suite d'une série d'expériences. Vers 1860, Louis Pasteur renforce à son tour cette idée en démontrant définitivement l'impossibilité d'une génération spontanée dans la biosphère terrestre, en prouvant au contraire que la vie surgit toujours de la vie : soit le principe Omne vivum ex vivo, ou similairement pour des cellules Omnis cellula e cellula. 
C'est à la suite de cela que le biologiste britannique Huxley a redéfini biogénèse en 1870 pour signifier cela précisément, et forgé abiogénèse pour désigner l'apparition originale et indémontrable de la vie à partir de matière inorganique.
Le terme biogénèse peut également être utilisé pour signifier :
- Selon Teilhard de Chardin : apparition et développement de la vie ; ce qui révèle l'axe principal de la cosmogénèse et aboutit à l'édification d'êtres vivants autonomes et de plus en plus centrés sur eux-mêmes[réf. souhaitée].
- Un synonyme de biosynthèse, c'est-à-dire l'élaboration d'une substance par et dans un organisme vivant : squelette calcaire du corail, nacre, gaz ou roche biogène ou biogénique,…
- L'étude des conditions physiques et chimiques de la naissance de la vie[1].